# Grigorij Ivanovics Rosszolimo
Grigorij Ivanovics Rosszolimo, oroszul: Григорий Иванович Россолимо (Odessza, 1860. december 17. – Moszkva, 1928. szeptember 28.) görög származású, nemzetközi hírű orosz-szovjet orvos, pszichiáter, egyetemi tanár, a gyógypedagógiai pszichológia neves művelője.

## Életútja
Rosszolimo nagyapja a görög Jón-szigetek-csoport egyikéről, Kefaloniáról származott tengerész volt. Odessza közelében szenvedett hajótörést és úgy döntött, ott telepszik le. Grigorij Ivanovics már itt született, itt végezte iskoláit, orvosi tanulmányokat Moszkvában folytatott, ahol évfolyamtársa és barátja volt Csehovnak. 1911-ben Moszkvában a Gyermek Pszichológiai és Neurológiai Intézetet alapította meg magánpénzből és adományokból. Megszervezte az Neuropatológusok és Pszichiáterek Társaságát is, amelynek tíz évig elnöke volt. 1917-ben magánintézetét átadta a Moszkvai Egyetemnek, s ekkortól ő vezette az egyetem Neurológiai Intézetét, megszervezte az egyetemen a Pszichológiai Társaságot. 1928-ban hunyt el, a moszkvai Novogyevicsi temetőben nyugszik.

## Szakmai munkássága

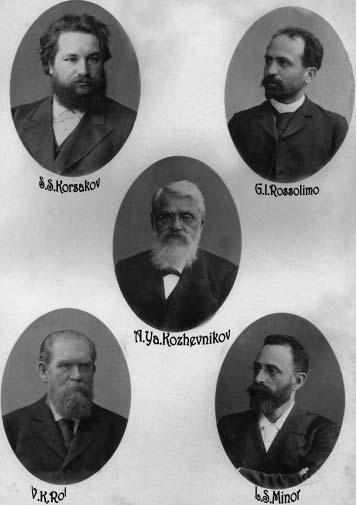
Moszkvai ideggyógyászok tablója

Már a 19. század végén csatlakozott az akkor kibontakozó gyermekvédelmi mozgalomhoz, és elkötelezte magát az értelmi fogyatékosok ügyének. Megszervezte és vezette a később róla elnevezett, akkor Szűz Mária Menhelyét gyermekeknek. Ott kezdte el a gyermek értelmességi fokának és a pszichés jelenségek (figyelem, felfogás, emlékezet, akarat, fantázia stb.) vizsgálatára alkalmas „pszichológiai profilok” kidolgozását.
Sokat tett az idegrendszeri betegségben szenvedők diagnosztizálásáért, ezzel összefüggésben számos orvostechnikai eszközt maga fejlesztett ki. Nagy figyelmet fordított az agydaganatos betegek, a sclerosis multiplex, s a járványos gyermekbénulás diagnosztizálására, gyógyítására is.
A módszerein újabb kipróbálások hatására módosított, végül egy rövidített változat vált ismertebbé. A módszer lényege az, hogy az idegrendszeri betegségeben szenvedő gyermek retardáltsági fokát megállapítsák, s ennek megfelelő nevelői segítséget kapjon. Rosszolimo módszere elismerést váltott ki, bár a vélemények megoszlottak. Lev Szemjonovics Vigotszkij például a gyermeki fejlődés mennyiségi koncepcióján alapuló többi intelligenciamérő módszerrel együtt bírálta. Rosszolimo módszere kevésbé terjedt el, mint a Binet-Simon-féle teszt.

## Főbb munkái
- Россолимо Г. И. Краткий метод исследования умственной отсталости // Труды второго Всероссийского съезда по экспериментальной педагогике 26—31 декабря 1913 г. — Петроград, 1913. — С. 198—203. = A mentális retardáció rövid tanulmányozási módszere. 1913. évi pétervári Összoroszországi Kísérleti Pedagógiai Kongresszus anyaga.
- Россолимо Г. И. Психологические профили дефективных учащихся (в отношении возраста, пола, степени отсталости и пр.). — М.: Тип. Т-ва. И. Н. Куршев и Кº, 1914. — 41 с. (=Pszichológiai profilok a fogyatékos tanulónál (tekintettel a korra, nemre, a fogyatékosság mértékére, stb.).
- Zur genauen Methodik der Untersuchung von somatischen Funktionen des Nervensystems.(=A szomatikus funkciók pontos vizsgálati módszere) in: Schnell J. (szerk.): Psychológiai tanulmányok prof. Dr. Ranschburg Pál tiszteletére. Budapest, 1929. 325-335.